# 滇西蝴蝶兰
滇西蝴蝶兰（学名：Phalaenopsis stobartiana）为兰科蝴蝶兰属下的一个种。